# (39618) 1994 LT
1994 أل تي (ويعرف أيضًا باسم (39618) 1994 أل تي وفق تسمية الكوكب الصغير) (بالإنجليزية: 1994 LT)‏ هو كويكب ضمن حزام الكويكبات؛ وترتيبه 39618 من حيث الاكتشاف.
اكتُشف هذا الجُرم الفلكي بواسطة روبرت إتش ماكنوت في 12 يونيو 1994.

## وصلات خارجية
- (39618) 1994 LT في قاعدة بيانات مختبر الدفع النفاث لأجرام النظام الشمسي الصغيرة

- الاكتشاف · مخطط المدار ·  العناصر المدارية · المعلمات المادية

- (39618) 1994 LT على موقع ويكي سكاي: DSS2, SDSS, GALEX, IRAS, Hydrogen α, X-Ray, Astrophoto, Sky Map, Articles and images